# Scharrachbergheim-Irmstett
Scharrachbergheim-Irmstett je občina v departmaju Bas-Rhin francoske regije Alzacija.
Leta 1990 je v občini živelo 1001 oseb oz. 311 oseb/km².